# Pháp trường Thái Thị Khẩu

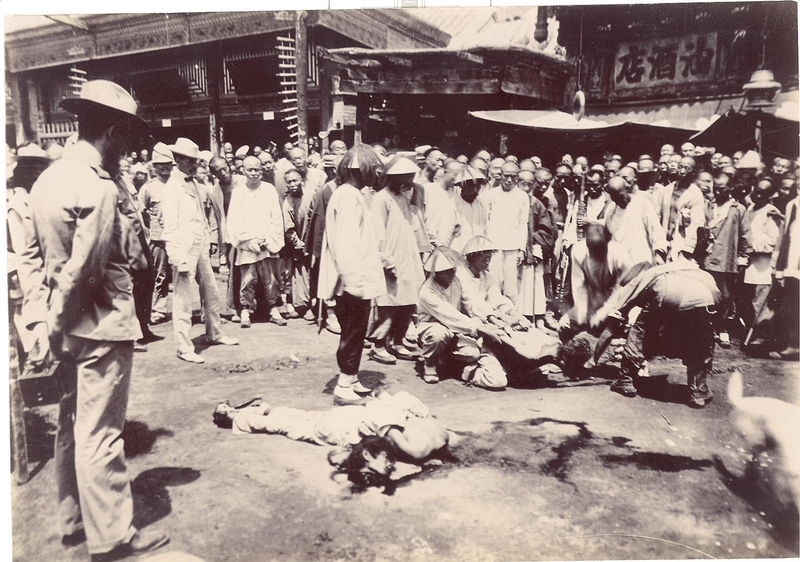
Hành hình Nghĩa Hòa Đoàn tại pháp trường.

Pháp trường Thái Thị Khẩu (Phồn thể: 菜市口法場; Giản thể: 菜市口法场) là một pháp trường quan trọng ở Bắc Kinh trong thời nhà Thanh. Nó nằm ở ngã tư của đường Tuyên Vũ Môn và đường La Mã Thị. Vị trí chính xác vẫn đang được tranh luận. Tuy nhiên, theo các nguồn tin và hình ảnh đương đại lại cho thấy nó nằm ở một dược điếm có tên Hạc Niên Đường (鶴年堂藥店).
Pháp trường thường thực hiện vào lúc 11:30 sáng (giờ Ngọ). Vào ngày hành hình, người bị kết án sẽ được đưa từ nhà lao đến pháp trường. Xe chở phạm nhân dừng lại ở một cửa tửu điếm có tên là Phá Uyển Cư (tiếng Trung: 破碗 居) ở phía đông của Huyền Vũ Môn, nơi tử tù sẽ được mời một tô rượu gạo. Chiếc tô sẽ bị đập vỡ sau khi tử tù say. Trong lúc hành hình những tử tù nổi tiếng, chuyện rất đông người tụ tập theo dõi là chuyện thường tình. Việc dùng hình phạt tùng xẻo cũng được thực hiện tại pháp trường này.

## Những người nổi tiếng bị hành quyết tại Thái Thị Khẩu
- Chu Do Tung, hay Hoàng đế Hoằng Quang, vị hoàng đế đầu tiên của Nam Minh.
- Chu Thường Phương, một thành viên của triều Nam Minh.
- Trịnh Chi Long, cha của Trịnh Thành Công.
- Trương Cách Nhĩ, thủ lãnh phiến quân Hãn Quốc Đông Đột Quyết.
- Sáu nhà trí thức của Bách nhật duy tân, bao gồm Đàm Tự Đồng và Lâm Húc.
- Hứa Cảnh Trừng, nhà ngoại giao nhà Thanh của Nghĩa Hòa Đoàn.
- Khởi Tú (啟秀), một lãnh đạo người Mãn Châu chính thức của Nghĩa Hòa Đoàn